# القضايا البيئية في دولة جورجيا

خريطة دولة جورجيا

تقع جورجيا في منطقة جنوب القوقاز التي يحدها البحر الأسود والاتحاد الروسي من الشمال، وأذربيجان من الشرق، وتركيا من الجنوب الغربي وأرمينيا من الجنوب، وتعدّ بلدًا صغيرًا بموارد طبيعية مربحة، ومناظر ساحرة، وموارد مائية وفيرة، ومساحات معيشية غنية، وأنظمة بيئية ذات أهمية محلية وعالمية.
تعدّ التنمية الاقتصادية سبب من أسباب رفاهية البلاد، مما قد يؤثر سلبًا على البيئة والموارد الطبيعية. أثبتت تجربة البلدان المتقدمة أن السعي لتحقيق النمو الاقتصادي يمكن أن يؤدي إلى تفاقم مشاكل البيئة والموارد الطبيعية. تشمل بعض القضايا البيئية الرئيسية: تدهور الأراضي والغابات، والتلوث، وإدارة النفايات التي تؤدي إلى التغير المناخي وفقدان التنوع الحيوي. تطبق جورجيا سياسات للتخفيف من المشاكل البيئية المذكورة.

## القضايا الرئيسية

### تدهور الأراضي والغابات
تصنف وزارة حماية البيئة والموارد الطبيعية في جورجيا أن 35% من أراضيها الزراعية على أنها متدهورة، وتعدّ 60% من الأراضي الزراعية في جورجيا ذات جودة إنتاج منخفضة أو متوسطة، وفقًا لوزارة الزراعة. تشمل الدوافع الرئيسية لتدهور الأراضي: الرعي الجائر، والتمدد العمراني العشوائي، وإزالة الغابات. حصلت جورجيا على درجة 7.79/10 في مؤشر سلامة المناظر الطبيعية للغابات لعام 2018، واحتلت بذلك المرتبة 31 عالميًا من بين 172 دولة.
تتفاقم عمليات تآكل التربة- رغم اعتبارها ظاهرة طبيعية- بسبب مختلف الأنشطة البشرية غير المستدامة، ويشمل بعضها التعدين والبناء غير المستدامين (البنى التحتية للطاقة المائية كمحطة الطاقة المائية في شوخفي)، وقطع الأشجار غير المنضبط، وسوء التنظيم الحضري، والأنشطة الصناعية في مجاري الأنهار، وعدم الامتثال لأنظمة استخدام الأراضي والمعايير البيئية والهيدرولوجية.
باتت السيطرة على الفيضانات ووقف مثل هذه الكوارث المتكررة الناجمة عن الانهيارات الأرضية والسيول وشيكة، نظرًا لما أُهمل من مسائل بيئية ومشاكل تدهور الأراضي.

### تلوث الهواء
يعد تراجع جودة الهواء أحد العواقب العديدة للنشاط الاقتصادي المتزايد المصاحب للتحضر. ينجم تلوث الهواء في جورجيا بشكل أساسي عن قطاعات النقل والصناعة والطاقة. تشمل ملوثات الهواء المحيط الرئيسية المرصودة في جورجيا الجسيمات المعلقة (إجمالي الجسيمات العالقة، وأول أكسيد الكربون (CO) وأكاسيد النيتروجين (NO2، NO) وثاني أكسيد الكبريت (SO2).
لم يتطور نظام النقل العام بشكل كافٍ في جورجيا. تعتمد نسبة كبيرة من السكان على المركبات الخاصة كوسيلة نقل مفضلة. نما عدد المركبات الخاصة بسرعة خلال العقد الماضي وتضاعف تقريبًا في فترة الخمس سنوات الماضية، وازدادت حركة المرور، والمصادر الصناعية. شهدت البلاد ارتفاعًا حادًا في عدد المركبات القديمة الملوّثة التي تعمل بالديزل على الطرق خلال العقد الماضي، مع انعدام اختبارات التلوث تقريبًا. قدمت كل من منظمة الصحة العالمية ووكالة الطاقة الدولية بيانات تظهر أن في جورجيا أكبر عدد من الوفيات المنسوبة إلى تلوث الهواء، مقارنة بالدول الأخرى.
استخدمت جورجيا الوقود المحتوي على الرصاص في معظم أنظمة النقل الخاصة بها حتى عام 2000. يمكن أن تعمل طرازات السيارات السوفيتية على البنزين منخفض الأوكتان، بينما تعمل السيارات الأوروبية بصورة أفضل باستخدام الوقود عالي الأوكتان. تعدّ إضافة الرصاص إلى الوقود إحدى طرق زيادة مستوى الأوكتان فيه. تتراوح أعمار المركبات في جورجيا اليوم (حوالي 323614 مركبة) العامة والخاصة، بين 15 و20 عامًا.
تتطلب العديد من السيارات القديمة البنزين المحتوي على الرصاص لأن الرصاص يشحم الصمامات اللينة ويحميها. تستورد جورجيا أعدادًا متزايدة من السيارات الأوروبية المستعملة ذات المحولات الحفازة، وتستورد الكثير من الوقود منخفض الأوكتان، والذي يُضاف إليه الرصاص أحيانًا بالاحتيال، للحصول على وقود عالي الرصاص/الأوكتان. يؤثر ذلك بدوره على تركيب انبعاثات العادم، مما يجعل كثافته عالية في تركيزات الرصاص والبنزين. 14 أغسطس 2018.